# ارلینگ ماندلمان
ارلینگ ماندلمان (انگلیسی: Erling Mandelmann; ۱۸ نوامبر ۱۹۳۵ – ۱۴ ژانویهٔ ۲۰۱۸) عکاس اهل دانمارک بود. او فعالیت حرفه‌ای خود را به عنوان یک عکاس آزادکار در اواسط دهه ۱۹۶۰ آغاز کرد.
او در ۱۴ ژانویه ۲۰۱۸ بر اثر آنوریسم آئورت در پاریس درگذشت.

## عکس‌های گرفته‌شده توسط ماندلمان

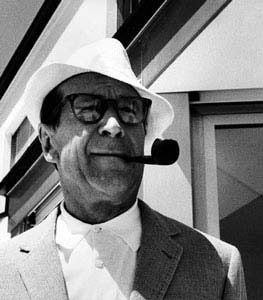
ژرژ سیمنون (۱۹۶۳)
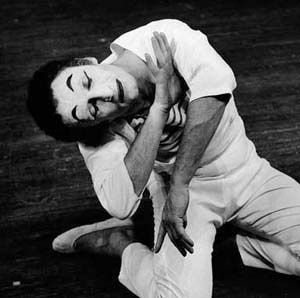
مارسل مارسو (۱۹۶۳)
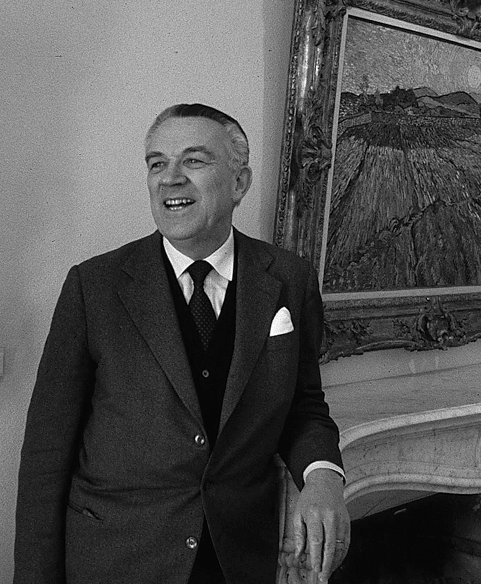
François Daulte [fr] (۱۹۸۵)
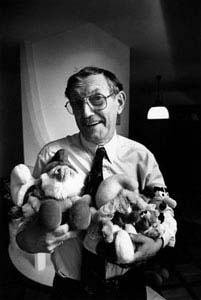
پیو (۱۹۹۰)
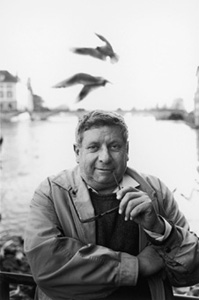
هوگو لوتشر (۱۹۹۳)